# Małe Chełmy (gromada)
Małe Chełmy – dawna gromada, czyli najmniejsza jednostka podziału terytorialnego Polskiej Rzeczypospolitej Ludowej w latach 1954–1972.
Gromady, z gromadzkimi radami narodowymi (GRN) jako organami władzy najniższego stopnia na wsi, funkcjonowały od reformy reorganizującej administrację wiejską przeprowadzonej jesienią 1954 do momentu ich zniesienia z dniem 1 stycznia 1973, tym samym wypierając organizację gminną w latach 1954–1972.
Gromadę Małe Chełmy z siedzibą GRN w Małych Chełmach utworzono – jako jedną z 8759 gromad na obszarze Polski – w powiecie chojnickim w woj. bydgoskim, na mocy uchwały nr 24/5 WRN w Bydgoszczy z dnia 5 października 1954. W skład jednostki weszły obszary dotychczasowych gromad Małe Chełmy i Czapiewice ze zniesionej gminy Brusy oraz miejscowości Młynek i Asmus z dotychczasowej gromady Laska ze zniesionej gminy Leśno w tymże powiecie. Dla gromady ustalono 23 członków gromadzkiej rady narodowej.
Gromadę zniesiono 31 grudnia 1961, a jej obszar włączono do gromad Swornigacie (kolonia Asmus i osiedle leśne Młynek) i Leśno (wsie Czapiewice, Kolonia Gaca i Przygłówka) oraz do nowo utworzonej gromady Brusy-Południe (wsie Małe Chełmy, Wielkie Chełmy i Antoniewo oraz miejscowości Dombrówka, Świtkowy, Bagienka, Mościska, Blachowo i Krownia) w tymże powiecie.